# Philippine National Railways

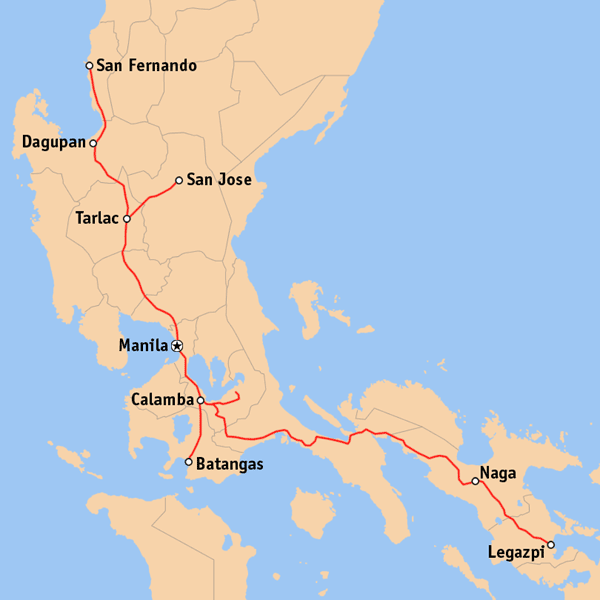
Spoorkaart van Luzon

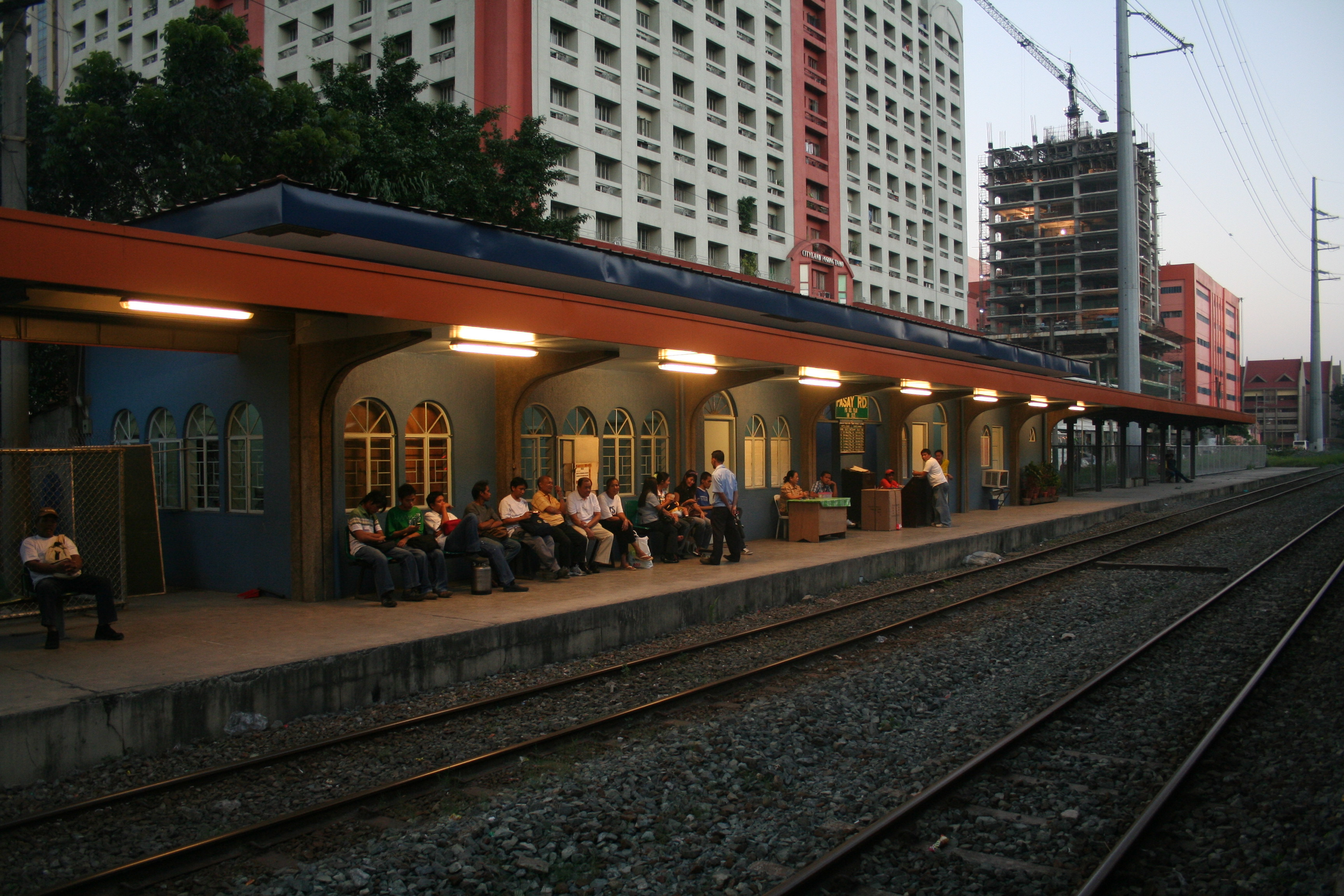
Wachtende reizigers in het opgeknapte Pasay Road station

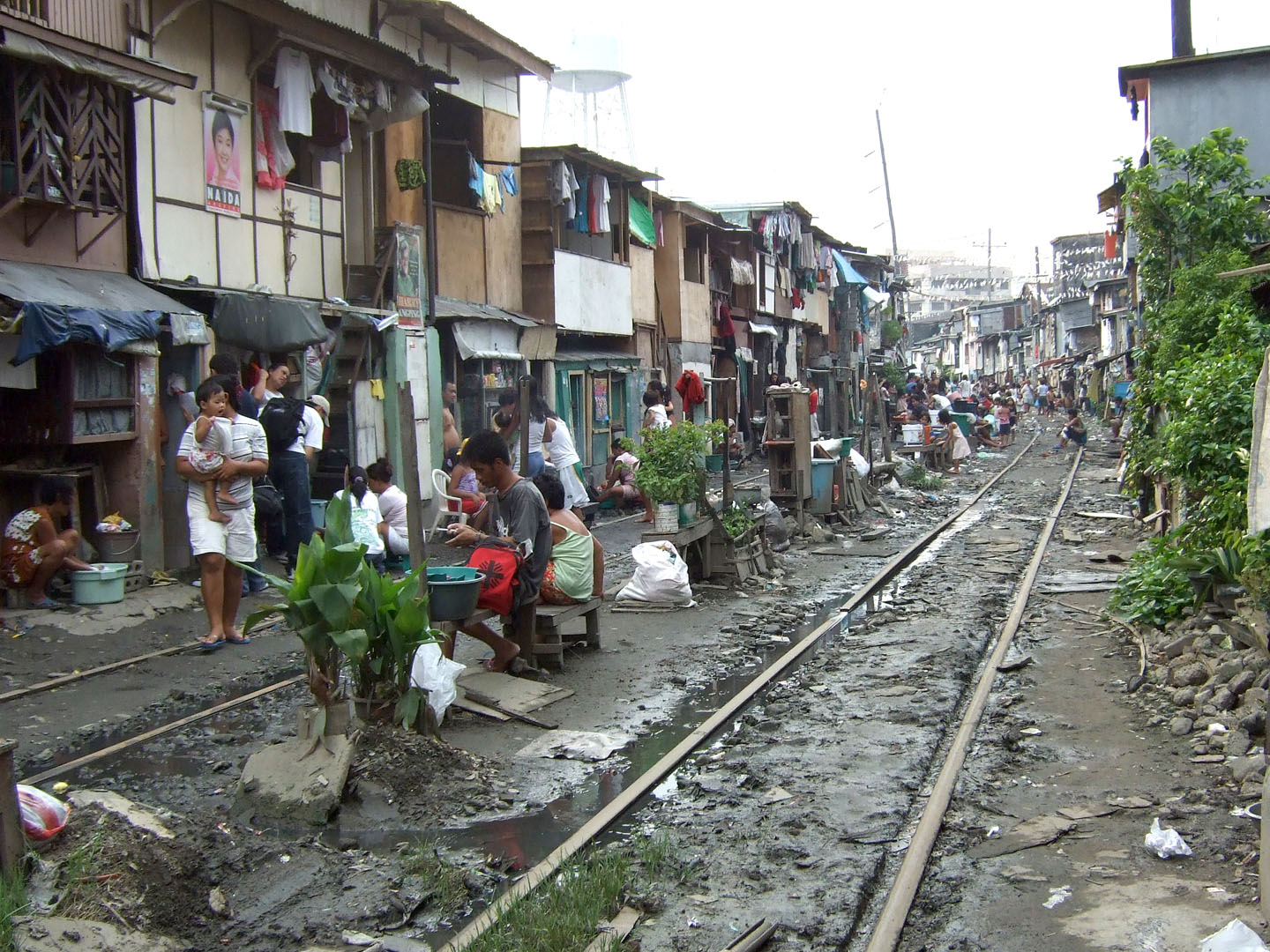
In Manilla zijn naast de sporen enkele krottenwijken verrezen

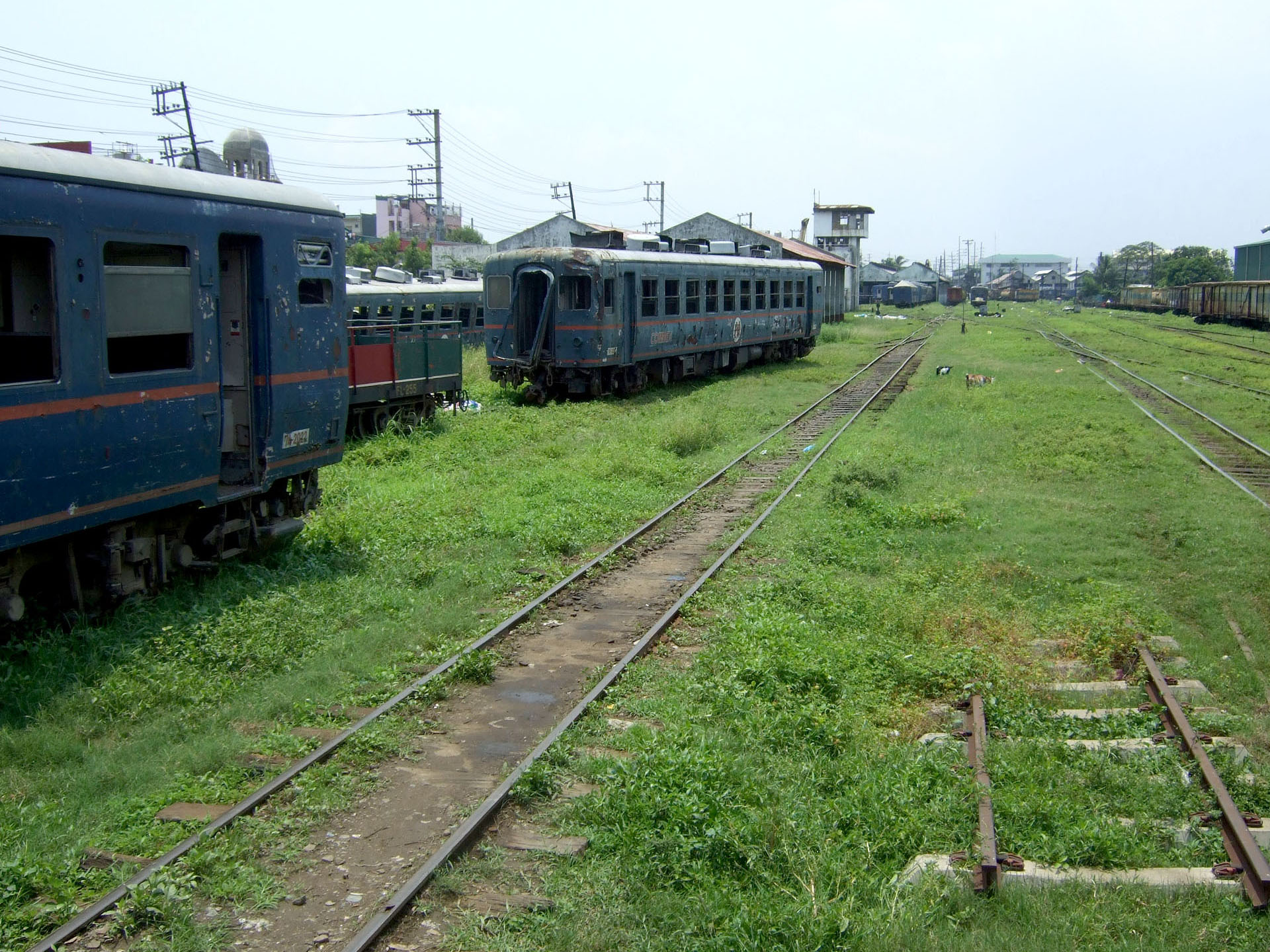
Het rangeerterrein van het in onbruik geraakte hoofdstation van Manilla

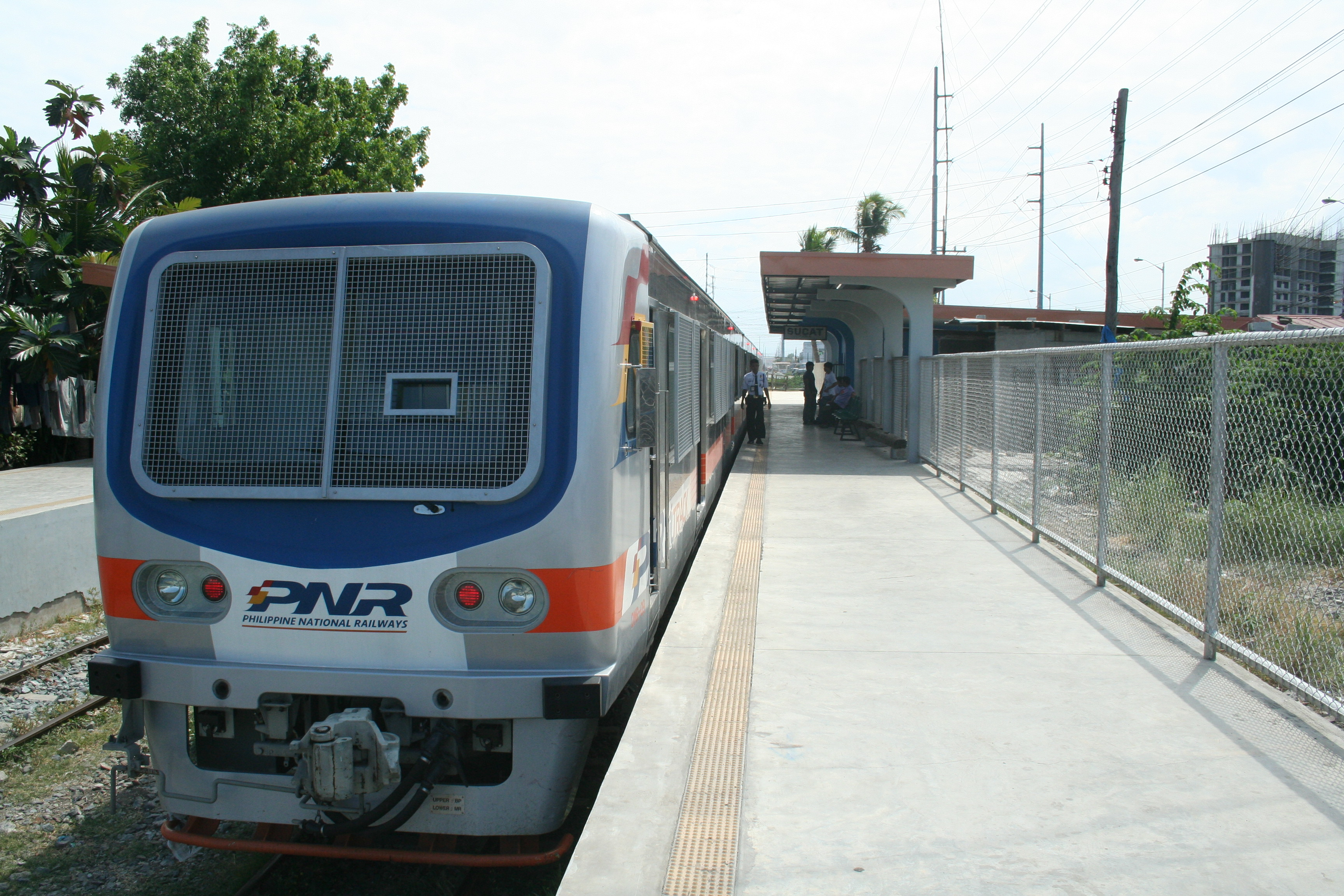
Een nieuwe dieseltrein van PNR

Philippine National Railways (PNR) (Filipijns: Pambansang Daangbakal ng Pilipinas) is de nationale Filipijnse spoorwegmaatschappij. In opdracht van het Department of Transportation and Communications biedt PNR op kleine schaal personenvervoer aan en beheert enkele spoorlijnen. Spoorvervoer komt in de Filipijnen relatief weinig voor, vervoer over de weg is al jaren dominant. PNR biedt als enige spoorvervoer aan buiten Metro Manilla, waar drie metrolijnen intensief gebruikt worden. Veel bestaande spoorlijnen zijn al jaren niet meer in gebruik of opgebroken. De lijn tussen Manilla en San Fernando wordt ook wel Northrail genoemd en is buiten gebruik. De lijn tussen Manilla en Legazpi wordt Southrail genoemd. Anno 2012 biedt PNR vervoer per trein aan op de zuidelijke lijn. Het staatsbedrijf biedt een halfuursdienst aan tussen Manilla en voorstad Alabang aan. In het zuiden van Luzon wordt tweemaal per dag gereden tussen Sipocot en Naga. Tussen Manilla en Naga tot slot, rijdt eenmaal per nacht een trein.

## Geschiedenis
In de negentiende eeuw vond in Europa een snelle industrialisatie plaats en Spanje zocht mogelijkheden om de beschikbare grondstoffen uit de koloniën efficiënt te exploiteren. In 1875 werd door de Spaanse regering aan het gezag in Manilla gevraagd om een studie te verrichten naar spoorwegen op Luzon. Enkele jaren na deze studie werd de eerste bouwconcessie verleend aan de vroegste voorloper van PNR, de Ferrocarril de Manila-Dagupan. Het eerste project was de lijn van Manilla richting het noorden, met als eindpunt Dagupan. Het spoorwegbedrijf veranderde al snel van naam en eigenaar; het in Londen gevestigde bedrijf Manila Railroad Company werd de definitieve concessie gegund. De rails en bruggen, locomotieven, rijtuigen en goederenwagons waren zodoende afkomstig uit Engeland. De start van de bouw van de 195 kilometer lange lijn werd gevierd met muziek en vuurwerk en de legging van een herinneringssteen in het toekomstige station van Manilla. In 1892 werd na van vijf jaar bouwen de noordelijke lijn geopend.
Enkele jaren later wisselde dit bedrijf op zijn beurt weer van eigenaar. De Amerikanen hadden inmiddels de eilanden overgenomen. In de periode tot de Tweede Wereldoorlog werd het spoornet op Luzon uitgebreid met de zuidelijke lijn, die van Manilla naar Legazpi leidt. Southrail heeft een lengte van ongeveer 479 kilometer. Northrail werd verlengd van Dagupan naar San Fernando in La Union. De beoogde bestemming van Northrail, Cagayan Valley, is echter nooit bereikt. Aan beide hoofdlijnen zaten enkele aftakkingen vast. Northrail sloot zodoende ook Tarlac City en San Jose aan op het net. In het zuiden werd een nevenlijn naar de havenstad Batangas City gebouwd.
Na de invasie van de Japanners werd het spoorwegbedrijf door het keizerlijke leger overgenomen en voor militaire doeleinden gebruikt. De herovering van de Filipijnen vier jaar later ging, met name in Manilla, gepaard met grote verwoestingen. De spoorinfrastructuur was na de oorlog derhalve ook zwaar beschadigd. Na enkele maanden reparatie door het Amerikaanse leger, droegen zij het spoor over aan de Filipijnse overheid, slechts 40 % van het vooroorlogse net was bruikbaar.
In de jaren hierna nam PNR de noordelijke en zuidelijke lijn weer in gebruik. Zowel stoptreinen als intercity’s deden dienst vanaf Manilla naar Dagupan en Legazpi. De stoomlocomotieven werden in de jaren vijftig vervangen door diesellocomotieven. Daarnaast vervoerde PNR ook goederen over het spoornet. De neergang van het spoorwegbedrijf zette in tijdens de jaren zeventig. Een verbetering van de weginfrastructuur zorgde voor een sterkere positie van vervoer per bus en jeepney. Door achteruitgaande reizigersaantallen had PNR minder middelen om te investeren in het spoor. De slechte staat van het spoor had een nog lagere snelheid tot gevolg, waardoor de concurrentiepositie verder verslechterde.
In 1973 en 1975 zorgden overstromingen voor schade aan het spoornet en de uitbarsting in 1991 van Mount Pinatubo betekende de sluiting van Northrail. Typhoon Milenyo (2006) veroorzaakte aan Southrail grote schade. De laatste treindienst naar het zuiden, de Bicol Express, werd zodoende geschrapt. Na jaren van renovatie kwam deze treindienst in 2011 weer terug, tussen Manilla en Naga rijden in beide richtingen een trein per nacht.

## Renovatie en huidige situatie
In 2007 startte de overheid in samenwerking met Zuid-Korea een herstelplan voor Southrail. De meeste stations werden herbouwd, sporen werden opnieuw aangelegd en spoorbruggen werden vervangen. Deze operatie werd in 2009 voltooid. In juli 2009 was Gloria Macapagal-Arroyo aanwezig bij de ingebruikname van het nieuwe materieel, Hyundai Rotem dieseltreinen. Het andere onderdeel van het herstelplan, het traject tussen Sipocot en Ligao kwam enkele maanden later gereed. In 2011 werd opnieuw een rit over langere afstand aangeboden, van Manila naar het Bicolschiereiland.
Vanaf Manilla naar Alabang wordt vanaf 's morgens vroeg tot zes uur 's avonds een halfuursdienst onderhouden. De afstand van 28 kilometer wordt in 55 minuten afgelegd. De laatste trein van de dag rijdt tien kilometer verder, naar Biñan. Het tweede traject is gelegen in het zuiden van Luzon. Tussen Sipocot en Naga rijdt een keer per dag een trein. In ruim drie uur legt de trein iets meer dan 100 kilometer af. Op een deel van dit traject, Sipocot - Naga wordt tweemaal per etmaal nog een treindienst uitgevoerd.

## Toekomstplannen
In 2004 heeft China een lening verstrekt om in samenwerking met de Filipijnen Northrail te herbouwen. Er was een deels verhoogde, dubbelsporige lijn gepland van Manilla, via Malolos, Angeles naar Clark Air Base. De lijn zou in tegenstelling tot de voorganger normaalsporig aangelegd worden. Het Northrail project bevindt zich echter enkele jaren na de start weer terug bij af, nadat er bestuurlijke en financiële problemen ontstonden tussen de Chinezen en de Filipijnse overheid. President Benigno Aquino III nam een verlenging van Southrail naar Legazpi in zijn beleid op en had ook het voornemen om het gestrande Northrail-project nieuw leven in te blazen.